# Caxirola
La Caxirola es un instrumento musical de tipo shaker creado por Carlinhos Brown para ser el instrumento musical oficial de la Copa Mundial de Fútbol de 2014. La caxirola fue certificada el día 27 de septiembre de 2012 por el Ministério do Esporte de Brasil. Su concepto está inspirado en el caxixi, que es una especie de shaker utilizado en la capoeira. Aunque el caxixi este hecho de paja y semillas, la caxirola es de plástico y con material sintético dentro, que son más ecológicos que el bambú usado, durante siglos, por las comunidades indígenas en la fabricación del caxixi.
Carlinhos Brown informó que se encargó que el sonido emitido por la caxirola no fuera desagradable a los oídos, como en el caso de las vuvuzelaa.

“A caxirola respeita os limites sonoros. Ela reproduz sons da natureza, do mar, por isso trabalhamos com os melhores engenheiros acústicos para que o som fosse gostoso, agradável.”
"La carixola respeta los límites sonoros. Reproduce sonidos de la naturaleza, del mar, por eso trabajamos con los mejores ingenieros acústicos para que el sonido fuera gustoso, agradable."
Carlinhos Brown

De acuerdo con Brown, el ministro de Deporte, Aldo Rebelo, y la Fifa, acompañaron de cerca la concepción del instrumento, que hace parte de la línea de productos oficiales de la Fifa.
El instrumento fue presentado al público durante la apertura de muestra "O Olhar que Ouve" (La mirada que oye), compuesta por 19 obras del artista baiano y que se encontró en exposición en la sede de la presidencia de la República, en 2013. La presidenta Dilma Roussef aprobó el instrumento.

“O Carlinhos é um autor e um grande artista. E ele expressa um mundo diverso, mas muito específico, do Brasil, e especialmente da Bahia. A pluralidade, o fato de que esse mundo tem milhões de aspectos. (…) Nos encanta porque ele combina essa imagem verde e amarela da caxirola, esse fato que nós estamos falando de um plástico verde, de um país que tem a liderança da sustentabilidade no mundo e ao mesmo tempo é um objeto capaz de fazer duas coisas: de combinar a imagem com som e nos levar a gols.”
Carlinhos es un autor y un gran artista. Él expresa un mundo diverso, y muy específico, de Brasil, especialmente de Bahía. La pluralidad, el hecho que este mundo tiene millones de aspectos. (...) Nos encanta porque él combina esa imagen verde y amarilla de la caxirola, ese hecho que estamos hablando de un plástico verde, de un país que lidera la sustentabilidad en el mundo y al mismo tiempo es un objeto capaz de hacer dos cosas: Combinar la imagen con el sonido y llevarnos a las metas
Dilma Roussef

En marzo de 2013, la FIFA intentó prohibir el uso del instrumento alegando que el mismo podría ser usado como arma o como método de publicidad.

## Críticas
- En 2010, especialistas relacionado con la preservación y promoción de las culturas tradicionales y al derecho intelectual criticaron la certificación dada por el Ministerio de Deportes al instrumento, una vez que, según ellos, la caxirola era una copia del caxixi. Para ellos, falto atención de las autoridades al promover iniciativas privadas sin cuidar la protección al patrimonio cultural brasileño. Por eso, defienden que el gobierno debe pensar en como beneficiar a los artesanos y a los pueblos tradicionales por el uso de sus conocimientos.

“Somos contrários ao registro desse objeto pela iniciativa privada sem que as comunidades tradicionais que criaram os instrumentos originais sejam beneficiadas. É necessário discutir melhor a questão da propriedade intelectual e como recompensar os povos tradicionais por iniciativas como essas.”
Nos oponemos al registro de ese objeto por el sector privado sin que las comunidades tradicionales que crearon los instrumentos sean beneficiadas. Es necesario discutir mejor la cuestión de la propiedad intelectual y como recompensar los pueblos tradicionales por iniciativas como estas.
Josilene Magalhães, directora substituta del Departamento de Protección al Patrimonio Afro-Brasileiro de la Fundación Palmares